# Peter Nikolajevič Ahljustin
Peter Nikolajevič Ahljustin (rusko Петр Николаевич Ахлюстин), sovjetski general, * 1896, † 1941.

## Življenjepis
Bil je poveljnik naslednjih enot: 2. konjeniški polk (1931-35), 104. konjeniški polk (1935-37), 23. konjeniška divizija (1937-38), 24. konjeniška divizija (1938-41), 39. strelski korpus (1940-41) in 13. mehanizirani korpus (1941).